# Thomas Cholmondeley, 4. Baron Delamere
Thomas Pitt Hamilton Cholmondeley, 4. Baron Delamere, seit 1931 auch als Tom Delamere bekannt, (* 19. August 1900; † 13. April 1979) war ein britischer Peer. Er besaß die riesige Soysambu Ranch in Kenia.

## Werdegang
Thomas Pitt Hamilton Cholmondeley, 4. Baron Delamere, ältester Sohn von Lady Florence Anne Cole und Sir Hugh Cholmondeley, 3. Baron Delamere, wurde während der Regierungszeit von Königin Victoria geboren. Seine Mutter war eine Anglo-Irische Aristokratin aus einer prominenten Ulster-Familie. Sie war die Tochter von Lowry Cole, 4. Earl of Enniskillen, eines Peers, dessen Stammsitz Florence Court im Südwesten vom County Fermanagh in Nordirland lag. Cholmondeley war ein indirekter Nachfahre von Sir Robert Walpole, dem ersten Premierminister des Vereinigten Königreiches. Die Familie zog um 1906 herum nach Britisch-Ostafrika (ab 1920 Kronkolonie Kenia), wo sie in der Landwirtschaft tätig war.
Am 14. Juni 1924 heiratete er Phyllis Anne Montagu Douglas Scott (1904–1978), Tochter von Lord George William Montagu Douglas Scott (1866–1947; jüngster Sohn vom William Montagu Douglas Scott, 6. Duke of Buccleuch) und Lady Elizabeth Emily Manners (1878–1924; Tochter vom John Manners, 7. Duke of Rutland). Das Paar bekam drei Kinder:
- Elizabeth Florence Marion (* 26. Dezember 1925; † 1988)
- Anne Jeannetta Essex (* 2. September 1927; † 18. Oktober 2013)[3]
- Hugh George (* 18. Januar 1934)

Nach dem Tod seines Vaters 1931 wurde Cholmondeley der neue Baron Delamere. Er und seine Ehefrau ließen sich 1944 scheiden. Im Juni 1944 heiratete er dann Ruth Mary Clarisse Ashley (1906–1986), Tochter von dem damals verstorbenen Lieutenant-Colonel Lord Wilfrid Ashley, 1. Baron Mount Temple, einem früheren Kabinettsminister von der Tory Party, welcher der erste und einzige Baron Mount Temple nach der zweiten Errichtung des Adelstitels war, und Amalia Mary Maud Cassel. Das Paar ließ sich 1955 scheiden. Am 26. März 1955 heiratete er dann Diana Caldwell (1913–1987), Tochter von Seymore Caldwell, besser bekannt als Diana Delves Broughton.
Baron Delamere verstarb im April 1979 im Alter von 79 Jahren. Sein Sohn Hugh erbte die Ländereien, die Anwesen und den Titel.

## Ländereien und Anwesen

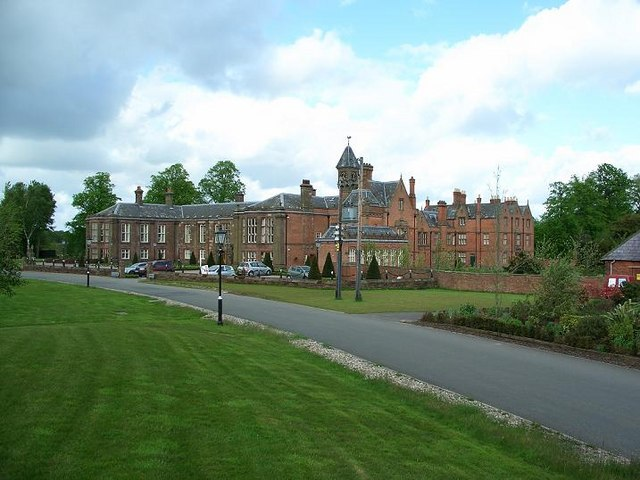
Vale Royal Great House, ehemaliger Sitz der Barons of Delamere – verkauft 1947

Die Familie Cholmondeley besaß Land und Anwesen in Cheshire in Nordengland. Cholmondeley lebte, arbeitete und engagierte sich den größten Teil seines Lebens in den Aufbau des modernen Staates Kenia. 1934 zog er mit seiner Familie nach Vale Royal Abbey in England. Die britische Regierung wandelte 1939 Vale Royal Abbey in ein Sanatorium für Soldaten des Zweiten Weltkrieges um. Nach dem Ende des Krieges erhielt Cholmondeley und seine Familie das Anwesen zurück. 1947 wurde das Haus und das Grundstück verkauft.